# Ceratophyus rossii
Ceratophyus rossii är en skalbaggsart som beskrevs av Henri Jekel 1865. Ceratophyus rossii ingår i släktet Ceratophyus och familjen tordyvlar. Inga underarter finns listade i Catalogue of Life.